# Haeundae Doosan We’ve the Zenith
Haeundae Doosan We’ve the Zenith (kor. 해운대 두산위브더제니스) ist ein Gebäudekomplex im Stadtteil Haeundae von Busan (Südkorea), bestehend aus drei Wolkenkratzern mit unterschiedlichen Höhen. Die Arbeiten begannen durch Doosan Engineering & Construction im Dezember 2007 und wurden November 2011 beendet. Alle drei Bauwerke erreichten bereits im April 2011 ihre Endhöhe. Turm A, das höchste Gebäude, misst 301 Meter und ist damit das höchste Gebäude in Busan und nach dem 555 Meter hohen Lotte World Tower in Seoul und dem 305 Meter hohen Northeast Asia Trade Tower in Incheon das dritthöchste im Land. Turm B und C sind 282 bzw. 265 Meter hoch. Trotz der unterschiedlichen Höhen ähneln sich alle drei Turmbauwerke deutlich, so besitzen sie ein krummes abgerundetes Dach, das sich an zwei Seiten von außen nach innen wölbt.
Nach der Eröffnung wurden alle drei Hochhäuser mit Wohnungen belegt. Das Architekturbüro DeStefano + Partners entwickelte die Pläne für den Komplex. Thornton Tomasetti war für den konstruktiven Ingenieurbau und die Konstruktion der Fassade zuständig, was die Firma zuvor schon beim Taipei 101 übernahmen. Insgesamt gibt es in den drei Gebäuden 1.788 Wohnungen. Eigentümerin ist die Daewon Plus Construction Co., Ltd.